# Hurlements 5
Série Hurlements
Hurlements 4
(1988) Hurlements 6
(1991)
Pour plus de détails, voir Fiche technique et Distribution.
Hurlements 5 : La Re-naissance (Howling V: The Rebirth) est un film d'horreur britannique réalisé par Neal Sundstrom et sorti en 1989.

## Synopsis
Un groupe de personnes qui ne se connaissent pas sont invités dans un vieux château et y sont enfermés. Ils vont vite découvrir que le maître du château veut savoir lequel d'entre eux est un loup-garou...

## Fiche technique
- Titre original : Howling V: The Rebirth
- Titre français : Hurlements 5: La Re-naissance
- Réalisateur : Neal Sundstrom
- Scénario : Freddie Rowe, Clive Turner, d'après le roman de Gary Brandner
- Musique : The Factory
- Photographie : Arledge Armenaki
- Montage : Bill Swenson et Claudia Finkle
- Production : Gary Barber, Harvey Goldsmith, Steven A. Lane, Robert Pringle, Edward Simons et Clive Turner
- Société de distribution : Warner Bros
- Langue : anglais, hongrois
- Genre : Horreur
- Durée : 96 minutes
- Sortie : 1989

## Distribution
- Phil Davis : Count Istvan
- Victoria Catlin (en) : Dr. Catherine Peake
- Elizabeth Shé : Marylou Summers
- Ben Cole : David Gillespie
- William Shockley (acteur) : Richard Hamilton
- Mark Sivertsen : Jonathan Lane
- Stephanie Faulkner : Gail Cameron
- Mary Stavin : Anna